# Challenge-Cup 1900-1901
Alla quarta edizione della Challenge-Cup parteciparono per la prima volta società calcistiche cecoslovacche, oltre alle consuete formazioni viennesi, e si rese così necessaria una fase eliminatoria nella regione imperiale della Boemia. Ad aggiudicarsi la coppa fu il Wiener AC.

## Risultati
La semifinale tra squadre praghesi si svolse prima della fase preliminare austriaca, questo poiché era considerata la "finale boema". Anziché il punteggio di 13-1, alcune fonti riportano 13-0.

Di seguito i risultati della competizione.

### Primo turno
| Vienna 2 dicembre 1900 | First Vienna | 1 – 2 | Vienna Cricketer |  |

| Vienna 30 dicembre 1900 | Wiener AC | 4 – 2 | FC Wiener 1898 |  |

### Semifinali
| Praga 21 ottobre 1900 | Slavia Praga | 13 – 1 | ČAFC Vinohrady |  |

| Vienna 10 marzo 1901 | Wiener AC | 5 – 3 | Vienna Cricketer | WAC-Platz |

### Finale
| Vienna 21 aprile 1901 | Wiener AC | 1 – 0 | Slavia Praga | WAC-Platz |